# 조용석
조용석(曺庸碩, 1984년 5월 5일 ~ )는 대한민국의 만화가이다.

## 작품
- 《윈드 브레이커》
- 《2015 소름》
- 《메달 브레이커》
- 《2019 병영일기》

## 기타
- 2019년 JTBC 《한끼줍쇼》 광주광역시 광산구 수완동 편에서 특별 출연한 적 있다.

## 같이 보기
- 웹툰 작가 목록